# Рисовий віск
Рисовий віск — рослинний віск, отриманий з рисової олії.

## Хімічний склад
Головні компоненти рисового воску — аліфатичні кислоти і ефіри жирних спиртів. До складу аліфатичних кислот входять пальмітинова кислота (C16), бегенова кислота (C22), лігносеринова кислота (C24) та інші жирні кислоти. Ефіри жирних включають цериловий спирт (C26), мірициловий спирт (C30) тощо. Рисовий віск також містить вільні жирні кислоти (наприклад, пальмітинова кислота), сквален і фосфоліпіди.

## Фізичні властивості
- Температура плавлення = 77 — 86 ºC
- Число омилення = 75 −120
- Йодне число = 10
- Колір: Від білуватого до оранжево-коричневого
- Запах: Типовий жирно-крейдяний
- Назва INCI: Oryza Sativa (Rice) Bran Wax

## Використання
Віск рисових висівок використовується для покриття папіру, тканин, шкіри, фруктів і овочів (для придання водонепроникності), у виробництві вибухових речовин, фармацевтичної продукції, свічок, паяних виробів, електричної ізоляції, чорнил, копірувальних стрічок, мастил і косметики. У косметиці рисовий віск використовується як пом'якшувальний засіб і для виготовлення засобів для відшаровування шкіри. Для цих цілей він може заміняти карнаубовий віск.